# Distillerie italiane
La Distillerie italiane è un produttore italiano di prodotti chimici di base ed in particolare isomerati e resine sintetiche.

## Storia
La Distillerie italiane nasce nel 1935 a San Giovanni Valdarno (AR), come stabilimento per creare propellente per usi bellici estratti dalla lignite, esistente nella vicina zona di Castelnuovo dei Sabbioni.

L'idea non ebbe successo, anzi determinò un crac economico, per cui fu deciso di usare la struttura industriale come distilleria di vari prodotti chimici per poi passare, verso il 1967, alla distillazione di resine dure e acetati.

Una nuova crisi colpì l'azienda nella seconda metà degli anni Settanta del Novecento quando, a causa degli avvenimenti politici in medio oriente, calarono sensibilmente le vendite.

Nel 1979 l'azienda si risollevò, incrementando produzione e vendite, a seguito all'acquisto da parte di Alusuisse Italia S.p.A., appartenente a sua volta a un gruppo svizzero.

Nel 2003 viene incorporata nella società Lonza Compounds S.p.A.

Il 1º agosto 2006 Lonza S.p.A. cambia ragione sociale e diviene Polynt S.p.A.

In aprile 2008 Polynt S.p.A viene acquisita da Politec - Produzione Polimeri Speciali S.R.L. (società controllata indirettamente da InvestIndustrial).